# Ry (Seine-Maritime)
Ry ist eine französische Gemeinde mit 786 Einwohnern (Stand: 1. Januar 2022) im Département Seine-Maritime in der Region Normandie (vor 2016: Haute-Normandie). Sie gehört zum Arrondissement Rouen und zum Kanton Le Mesnil-Esnard (bis 2015: Kanton Darnétal). Die Einwohner werden Ryais genannt.

## Geographie
Ry liegt etwa 19 Kilometer ostnordöstlich von Rouen am Flüsschen Crevon. Umgeben wird Ry von den Nachbargemeinden Blainville-Crevon im Norden und Nordwesten, Saint-Aignan-sur-Ry im Norden und Nordosten, Saint-Denis-le-Thiboult im Süden und Osten, Martainville-Épreville im Südosten sowie Grainville-sur-Ry im Westen.

## Einwohnerentwicklung
| 1962                      | 1968 | 1975 | 1982 | 1990 | 1999 | 2006 | 2013 |
| ------------------------- | ---- | ---- | ---- | ---- | ---- | ---- | ---- |
| 522                       | 527  | 525  | 544  | 610  | 605  | 688  | 772  |
| Quelle: Cassini und INSEE |      |      |      |      |      |      |      |

## Sehenswürdigkeiten

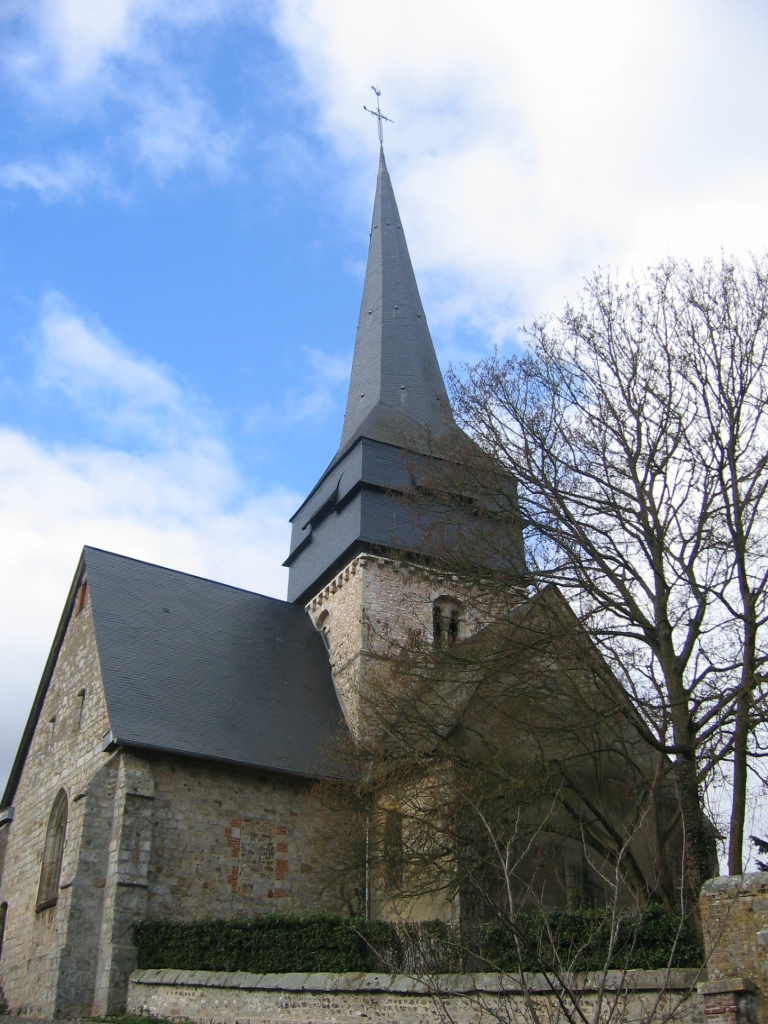
Kirche Saint-Sulpice

- Kirche Saint-Sulpice aus dem 12. Jahrhundert
- Fachwerkhäuser
- Ry diente als Kulisse für das fiktive Klosterdorf Yonville-l’Abbaye in Gustave Flauberts Erstlingsroman Madame Bovary (1857), „einem Sittenbild aus der [dortigen] Provinz“.  An diese weltliterarische Romanfigur wird in den Namen von Geschäften und Gasthäusern erinnert. Der Charakter von Emma Bovary soll vom Leben und Schicksal der Veronique Delphine Delamare (geb. Couturier, 17. Februar 1822 – 6. März 1848) inspiriert worden sein, der Frau des lokalen Arztes Eugène Delamare, dessen Haus in der Grand Rue 58 heute die Dorfapotheke ist.[1][2]
- Von 1977 bis 2018 stellte das Galerie Bovary Musée d’automates mit mehr als 300 Figuren in mechanischen Schaubildern Szenen aus dem Roman nach.[3]